# Charikleia Sakoula
Charikleia Sakoula (griechisch Χαρίκλεια Σάκουλα; * 18. Dezember 1973 in Athen) ist eine griechische Volleyballspielerin.
Charikleia Sakoula, die bei einer Körpergröße von 1,80 m auf der Position der Außenangreiferin und Libera spielte, begann ihre Karriere 1985 beim griechischen Verein Aris Nikeas, wo sie für sieben Jahre spielte. Im Sommer 1992 wechselte Sakoula zum Athener Stadtrivalen Ionikos N.F. wo sie 1994 die Meisterschaft gewinnen konnte. Nach weiteren Stationen in Italien und in Thessaloniki wechselte Sakoula im Sommer 2002 zum Traditionsverein Panathinaikos Athen, wo sie 2005, 2006 und 2009 das Double erreichen konnte. 2009 stand sie mit Athen im Endspiel um den Challenge Cup, unterlag dort aber den Italienerinnen von Vini Monteschiavo Jesi und belegte den zweiten Platz. 2012 wurde sie mit AEK Athen erneut griechische Meisterin.
Charikleia Sakoula spielte 215 mal für die griechische Nationalmannschaft und nahm mit dieser unter anderem an den Olympischen Spielen 2004 in Athen teil.

## Karriere
| Zeitraum  | Verein                     |
| --------- | -------------------------- |
| 1985–1992 | Aris Nikeas                |
| 1992–1997 | Ionikos N.F.               |
| 1997–1998 | Gifra Moreshi              |
| 1998–1999 | Centrale del latte Roma    |
| 1999–2002 | Filathlitikos Thessaloniki |
| 2002–2007 | Panathinaikos Athen        |
| 2007–2008 | Iraklis Kiffisas           |
| 2008–2009 | Panathinaikos Athen        |
| 2009–2010 | Piramatiko                 |
| 2010–2012 | AEK Athen                  |
| 2012–2013 | Markopoulo V.C.            |
| 2013–2014 | Iraklis Kiffisas           |

## Titel
- Griechische Meisterschaft: 1994, 2005, 2006, 2007, 2009, 2012
- Griechischer Pokal: 2005, 2006, 2009